# Дикий (фильм, 2018, Канада)
«Дикий» (англ. Braven; дословно — «Брейвен») — канадский боевик режиссёра Лина Одинга. В главной роли: Джейсон Момоа.
В США фильм вышел 2 февраля 2018 года. В России фильм вышел 22 февраля 2018 года.

## Сюжет
Начальник бригады лесозаготовителей и семьянин Джо Брейвен (Джейсон Момоа) живет с женой Стефани (Джилл Вагнер) и дочерью Шарлоттой (Саша Россоф) в спокойствии и гармонии с природой. Отец Брэйвена Линден (Стивен Лэнг) страдает от черепно-мозговой травмы, и поэтому временами теряет память. Линден попадает в драку в баре после того, как принял незнакомую женщину за свою покойную жену. Джо пришёл ему на помощь, но в результате драки Линдена сильно травмировали голову и он попал в больницу. 
Во время перевозки бревен на грузовике, Халлетт (Зан Макларнон), торговец наркотиками, просит водителя по имени Уэстон (Брендан Флетчер) завербовать других водителей для преступной деятельности Халлетта, но Уэстон отказывается. Во время обсуждения Уэстон теряет контроль над своим грузовиком. Происходит авария, в результате которой из автомобиля вываливаются бревна и кокаин. Они решают временно спрятать кокаин в горной хижине Джо, находящейся недалеко от места аварии. Они успевают это сделать до того, как Уэстона и Халлетта подбирает полицейская патрульная машина. Халлетт сообщает об аварии своему боссу, наркобарону Кассену (Гаррет Диллахант).
По предложению Стефани Джо и Линден решили провести некоторое время вместе в уединенной горной хижине семьи. Шарлотта спряталась в задней части автомобиля, потому-что хотела быть с ними. После того, как Джо, Линден и Шарлотта прибывают в хижину, Джо находит кокаин, спрятанный в сарае. Он успевает спрятать Шарлотту в кладовке, когда видит, что хижину окружают наемники Кассена. Когда Уэстон пытается посредничать, Кассен убивает его. Не имея возможности вызвать помощь из-за отсутствия сотовой связи в хижине, Джо, вооруженный луком и стрелами, и Линден с ружьем, убивают двух бандитов.
Нуждаясь в возвышении для доступа к сотовой сети , Джо выезжает из сарая на квадроцикле с сумкой кокаина, спрятав Шарлотту под одеялом. Джо высаживает Шарлотту и инструктирует ее подняться на гору, где есть доступ к сотовой сети. Шарлотта зовет по телефону свою мать, которая, в свою очередь, вызывает шерифа. Возвращаясь назад, Джо сталкивается с людьми Кассена. Кассен находит сумку, но она пуста. Обнаружив, куда Джо послал Шарлотту, Кассен посылает одного из наемников, Ридли, чтобы найти ее. Халлетт входит в хижину, Линден дважды наносит ему удар, но сам тяжело ранен другим наемником, Эссингтоном.
Когда Ридли почти догоняет Шарлотту, появляется Стефани с арбалетом и попадает в Ридли стрелой. Шарлотта убегает, завязывается схватка, во время которой Стефани наносит удар Ридли, и ей тоже удаётся бежать. Тем временем Джо возвращается в хижину, где нейтрализирует Клея и Эссингтона. Шарлотту подбирает шериф, а Ридли продолжает преследовать Стефани. Кассен берет Линдена в заложники, и после того, как Джо умоляет сохранить жизнь своего отца, Кассен смертельно ранит Линдена. Кассен стреляет в шерифа и убегает из хижины, захватив кокаин. Джо преследует его, и после ожесточенной драки на ножах Джо сталкивает Кассена со скалы, что приводит к его смерти. Джо встречается со Стефани и Шарлоттой.

## В ролях
- Джейсон Момоа — Джо Брейвен
- Гаррет Диллахант — Кассен
- Зан Маккларнон — Халлетт
- Стивен Лэнг — Линден Брейвен
- Джилл Вагнер — Стефани Брейвен
- Брендан Флетчер — Уэстон
- Саша Россоф — Шарлоттa Брейвен
- Сала Бейкер — Гентри
- Тич Грант — Эссингтон
- Фрейзер Айтчесон — Клэй